# گروه پنتلند
گروه پنتلند (انگلیسی: Pentland Group) شرکت تجهیزات ورزشی و پوشاک بریتانیایی است، که در سال ۱۹۳۲ توسط برکو روبین در لیورپول تأسیس شد.